# Chen Duxiu
Chen Duxiu (chinês tradicional: 陳獨秀, chinês simplificado: 陈独秀, pinyin: Chén Dúxiù, Wade-Giles: Ch'en  Tu-hsiu; Anqing, Anhui, 28 de outubro de 1880 - Jiangjin, Sichuan, 27 de maio de 1942) foi um intelectual chinês. É considerado, junto a Li Dazhao, o fundador do Partido Comunista da China, do qual foi seu primeiro presidente e secretário-geral.

## Infância e juventude
Nascido no distrito de Huaining, pertencente à cidade de Anqing na província central de Anhui, seu pai faleceu quando ele era ainda uma criança e sua educação ficou por conta primariamente do seu avô, que o instruiu no cânone tradicional dos exames imperiais, estudando os quatro livros e os cinco clássicos. Em 1896, aprovou os exames imperiais de âmbito local, mas um ano depois suspendeu o exame provincial. Em 1900, marchou para Shanghai, e um ano depois, em 1901, ao Japão.
No Japão, Chen Duxiu, como outros muitos estudantes chineses, entraria em contato com a cultura e o pensamento ocidental, e descobriria os movimentos ideológicos de oposição à desprestigiada dinastia Qing.
Em 1903, voltará para China, onde participará em organizações políticas durante os anos turbulentos que culminaram com a queda da última dinastia na Revolução Xinhai entre 1911 e 1912. Em 1913, viu-se obrigado a fugir para Japão após participar em atividades subversivas contra o homem forte da China Yuan Shikai.

## Nova Juventude
Em 1915, tendo-se estabelecido em Shanghai após o seu regresso à China, fundou a revista Nova Juventude, que se converteu na voz dos movimentos reformistas chineses. Nessa revista publicar-se-iam escritos tão importantes quanto o histórico artigo de Hu Shih, no qual se advogava pelo uso da língua vernácula como língua literária, ou como o relato "Diário de um louco" de Lu Xun, fito da literatura chinesa contemporânea. A revista publicou também numerosos artigos de Chen Duxiu, nos quais criticava a sociedade tradicional chinesa e, muito em especial, o confucionismo, ao qual Chen culpava de muitos dos males da sociedade chinesa do seu tempo.
Em 1917, Chen obteve o posto de decano da Universidade de Pequim, por recomendação de Cai Yuanpei, outro dos grandes intelectuais chineses de princípios do século XX. Foi precisamente na universidade pequinesa onde Chen conheceu as ideias marxistas de Li Dazhao, que na ocasião era o bibliotecário chefe da universidade. Chen convidou a Li a editar um número monográfico de Nova Juventude dedicado integramente ao marxismo. Inicialmente previsto para a primavera de 1919, o exemplar sobre o marxismo acabaria publicando-se no outono. Chen e Li tornaram-se dois dos principais líderes ideológicos do Movimento Quatro de Maio, surgido à raiz dos protestos anti-japoneses de 4 de maio de 1919 em Pequim.
Nesse ano de 1919, Chen foi encarcerado durante três meses pelo seu ativismo político durante os protestos de 4 de Maio. Expulso da universidade, após sair do cárcere instalou-se em Shanghai. A partir desse momento, Chen, que vacilara entre diversas opções ideológicas, decidiu-se pelo comunismo. Nova Juventude adotaria uma linha comunista e tornar-se-ia no principal órgão de expressão das ideias dos ainda escassos comunistas chineses.  Sua adesão à causa comunista o distanciaria de alguns amigos e colaboradores, como Hu Shih.
Em 1920, o líder soviético Lenin enviou à China dois agentes da Komintern, a organização internacional de apoio ao comunismo que financiava a União Soviética. A missão destes agentes, o russo Grígori Voitinski e o chinês educado na Sibéria Yang Mingzai, era contatar ativistas políticos para fundar um partido comunista com apoio soviético. Por meio de um emigrado russo em Pequim, entraram em contato com Li Dazhao, que recomendou que se entrevistassem também com Chen Duxiu.
Voitinski e Yang viajaram a Shanghai, onde ofereceram a Chen o apoio tanto econômico como logístico da União Soviética para fundar um partido comunista.

## Inícios do Partido Comunista da China
O Partido Comunista da China foi oficialmente fundado em uma reunião em Shanghai a 1 de Julho de 1921. Chen Duxiu não pôde assistir à reunião, mas foi nomeado secretário geral do partido in absentia.
Nos seus primeiros anos, o Partido Comunista da China esteve sob a influência total da Komintern, que aplicava as diretrizes decididas em Moscou. Devido ao ainda pequeno número de seguidores do partido e à ausência de uma classe urbana que pudesse levar a cabo uma revolução ao estilo soviético, a Komintern instou a Chen Duxiu a formar uma aliança com o partido nacionalista Kuomintang de Sun Yat-sen que, embora não comunista, partilhava muitos dos aspetos revolucionários e organizativos do leninismo.
A colaboração com o Kuomintang terminou após  a morte de Sun, quando o setor mais conservador desse partido, liderado por Chiang Kai-shek, se fez com as rendas do partido rompendo a colaboração com os comunistas. Desde sua nova posição de poder em Nanjing, onde se estabelecera de novo a capital da República da China em 1927, Chiang Kai-shek lançou uma ofensiva contra os comunistas, ao mesmo tempo em que o senhor da guerra Zhang Zuolin o fazia no Norte.

## Expulsão do Partido Comunista e adesão ao trotskismo
Muitos comunistas, incluído Li Dazhao, foram executados. Chen Duxiu foi alvo de críticas pela sua suposta passividade e tentou distanciar-se da Komintern. Contudo, o papel da Komintern na organização e o financiamento do partido era fundamental e Chen Duxiu foi despojado dos seus cargos numa reunião em Wuhan a 7 de agosto de 1927, na qual não participou Chen, que não pôde defender-se. O cargo de secretário geral passou a Qu Qiubai, educado em Moscou e professor de língua russa. Sua desonrosa saída do poder foi vista por alguns historiadores como uma manobra de Stalin, que teria tornado a Chen Duxiu em bode expiatório, responsabilizando-o dos erros cometidos pelos assessores soviéticos.
Chen Duxiu, furioso com a Komintern e com a influência do líder soviético Stalin, aderiu ao movimento trotskista chinês. Em 1929, foi expulso do Partido Comunista e converteu-se na voz mais importante do trotskismo na China.  Sua condição de líder dos trotskistas consolidar-se-ia  em 1931, quando se produziram contatos com o Partido Comunista com vistas a reunificar o partido, ainda sob férreo controlo soviético. Contudo, esse mesmo ano produziram-se numerosas detenções de ativistas trotskistas e do Partido Comunista, o qual implicou um duro golpe para as duas facções do comunismo na China.

## Cárcere e anos finais

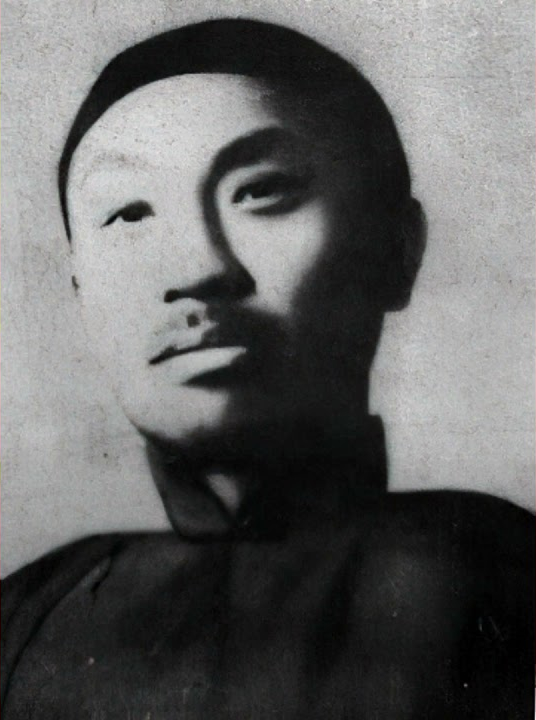
Chen Duxiu, numa imagem supostamente tomada no cárcere de Nanjing em 1937

Em 1932, foi detido pela polícia da República da China pelas suas atividades comunistas, e passaria os seguintes anos da sua vida no cárcere. Liberado em 1937, passou os últimos anos da sua vida em Sichuan, na cidade de Jiangjin, atualmente integrada na municipalidade de Chongqing. Enfermo e enfraquecido pelos duros anos em prisão, Chen Duxiu faleceu em Jiangjin a 27 de Maio de 1942.